# Paralephana westi
Paralephana westi là một loài bướm đêm trong họ Noctuidae.